# Abschnittsbefestigung Hilgartsberg
Die Abschnittsbefestigung Hilgartsberg ist eine abgegangene Abschnittsbefestigung südlich von Hilgartsberg, einem Ortsteil des niederbayerischen Marktes Hofkirchen im Landkreis Passau, sie liegt am nördlichen Ufer der Donau. In unmittelbarer Nähe befindet sich 350 in westlicher Richtung die Burgruine Hilgartsberg. Die Anlage wird als Bodendenkmal unter der Aktennummer D-2-7344-0259 im Bayernatlas als „Abschnittsbefestigung karolingisch-ottonischer Zeitstellung“ geführt.

## Beschreibung
Auf einem nach Süden gerichteten, dreieckigen Geländesporn liegt etwa 80 m oberhalb der Donau die weitläufige Abschnittsbefestigung Hilgartsberg. Auf der vorderen Spornspitze befindet sich die Hauptburg in der Form eines rechtwinkligen Dreiecks mit 80 m langen Seiten im Norden und Osten sowie 115 m an der Südfront. An den Steilhangkanten befinden sich gesteilte Randböschungen. An der nicht ganz so steilen Ostseite ist 5 m tiefer eine zusätzliche Steilböschung in den Hang gebaut, die sich um die Südspitze herumzieht. 7 m tiefer ist noch eine dritte künstliche Steilstufe erkennbar. Heute ist der Innenraum von einem Schullandheim überbaut.
Zwischen der Hauptburg und der nach Norden anschließen Vorburg querte ein 17 m breiter und 2 m tiefer Graben von 80 m Länge den Bergsporn; die ursprüngliche Grabentiefe betrug 4,5 m. An der Grabenkante wurde ein Schildwall mit vorgelegter Berme gefunden, der in seinem Inneren eine durch Brandeinwirkung zerstörte Mauer barg. Die nach Norden um 10 m ansteigende Vorburg bildet ein Trapez. Den Anschluss der Gesamtanlage bildete ein 240 m breiter Wall-Grabenriegel quer über den Geländesporn. Dieser wurde rezent eingeebnet, ein östlich erhaltener Wallteil biegt winkelig nach Süden um. Die ehemalige Wallhöhe hat 7 bis 8 m betragen.